# Gasteroclupea
Gasteroclupea es un género extinto de peces actinopterigios prehistóricos. Fue descrito por Signeux en 1964.
Vivió en Bolivia y Argentina.